# Selma Harrington
Selma Harrington, nata Arnautović (Sarajevo, 16 January 1955), è un'architetta e designer irlandese di origine bosniaca.
È stata presidente del Consiglio d'Europa per gli architetti (ACE) per il periodo 2010-2011 e 2011-2013.

## Biografia
Harrington è nata e cresciuta a Sarajevo. Ha studiato architettura all'Università di Sarajevo, laureandosi nel 1977 e conseguendo un master nel 1985. 
Dopo aver lavorato come architetto, designer di mobili e prodotti a Sarajevo (1978–1991), si trasferisce ad Harare, nello Zimbabwe, dove fonda il suo studio di progettazione specializzato in architettura d'interni, design e ristrutturazione (1993–99). Nel corso degli anni ha portato a termine progetti in Europa, Africa e Asia nei settori degli interni di hotel e uffici, del design residenziale e dell'arredamento. Vive e lavora a Dublino, in Irlanda. È membro del Royal Institute of Architects in Irlanda (RIAI) e capo della delegazione irlandese presso il Consiglio degli architetti d'Europa (ACE). 
Ha anche lavorato come segretaria generale del Consiglio europeo degli architetti d'interni (2004-2008), presidente dell'Institute of Designers in Ireland (IDI) - 2003 e tesoriera onoraria dell'Institute for Design and Disability in Ireland (IDDI) nel 2001. Nel 2009, è stata eletta Presidente del Consiglio degli architetti d'Europa per il periodo 2010-2011.